# Fluoreto de tosila
Fluoreto de tosila, fluoreto de 4-toluenossulfonila, fluoreto de p-toluenossulfonila, fluoreto de para-toluenossulfonila ou fluoreto de benzenossulfonila é o composto orgânico aromático fluorado de fórmula C7H7FO2S, fórmula linear CH3C6H4SO2F, SMILES CC1=CC=C(C=C1)S(=O)(=O)F, e massa molecular 174,19. Apresenta ponto de ebulição 112 °C a 16 mmHg e ponto de fusão 41-42 °C. É classificado com o número CAS 455-16-3, número EC 207-238-6, número MDL MFCD00007421 e PubChem Substance ID 24847330. Não é um organofluorado, pois o flúor não se liga a um átomo de carbono. É corrosivo, causando queimaduras na pele e olhos.
É usado como um "bloco de construção" e como fonte de flúor em síntese orgânica.